# 1988 BC4
1988 BC4 är en asteroid i huvudbältet som upptäcktes den 19 januari 1988 av den belgiske astronomen Henri Debehogne vid La Silla-observatoriet.
Den har en diameter på ungefär 4 kilometer.